# Fibigia multicaulis
Fibigia multicaulis är en korsblommig växtart som först beskrevs av Pierre Edmond Boissier och Rudolph Friedrich Hohenacker, och fick sitt nu gällande namn av Pierre Edmond Boissier. Fibigia multicaulis ingår i släktet Fibigia och familjen korsblommiga växter. Inga underarter finns listade i Catalogue of Life.